# Lastakjaureh (Jokkmokks socken, Lappland, 742024-158367)
Lastakjaureh är en sjö i Jokkmokks kommun i Lappland och ingår i Luleälvens huvudavrinningsområde. Sjön har en area på 0,254 kvadratkilometer och ligger 670,9 meter över havet.

## Delavrinningsområde
Lastakjaureh ingår i det delavrinningsområde (741497-158530) som SMHI kallar för Ovan Parkajåkka. Medelhöjden är 640 meter över havet och ytan är 45,79 kvadratkilometer. Räknas de 4 avrinningsområdena uppströms in blir den ackumulerade arean 186,96 kvadratkilometer. Pärlälven som avvattnar avrinningsområdet har biflödesordning 3, vilket innebär att vattnet flödar genom totalt 3 vattendrag innan det når havet efter 304 kilometer. Avrinningsområdet består mestadels av skog (89 procent). Avrinningsområdet har 1,04 kvadratkilometer vattenytor vilket ger det en sjöprocent på 2,3 procent.